# Bikku Bitti
Il Bikku Bitti, conosciuto anche come Bette Peak, è la montagna più alta della Libia con 2.267 m. Si trova nella catena del Tibesti nel sud della Libia nel distretto di Murzuch presso il confine con il Ciad.